# Торефано
Торефано (італ. Torrefano) — поселення в Італії, на острові Сицилія, провінція Сиракуза. Знаходиться на березі Іонічного моря.

## Відстань
Найближчий вулкан(єтна) 163км
Столиця Італії (Рим): Платні дороги 801км
Безплатні 929 км
Визначна пам'ятка (TORRE FANO) — 60 м
Morghella beach — 800 м
Найближчий острів- 3,1 км

## Факти
Довжина дорог в поселенні 220м
В поселенні 23 будинки
Площа поселення 0,2 км²
Населення — невідоме
Місцевий час UTC+2:00
Місцевий номер телефону +39
Недалеко від поселення є невеликий пагорб